# Borgia
Borgia község (comune) Olaszország Calabria régiójában, Catanzaro megyében.

## Fekvése
A Fiumarella torkolata vidékén fekszik, a Jón-tenger partján. Határai: Catanzaro, Girifalco, San Floro, Squillace és Caraffa di Catanzaro.

## Története
A települést a 16. században alapította Goffredo Borgia, Squillace márkija. A középkori épületek nagy része elpusztult az 1783-as calabriai földrengésben. A 19. század elején vált önálló községgé, amikor a Nápolyi Királyságban felszámolták a feudalizmust.

## Népessége
A népesség számának alakulása:

## Főbb látnivalói
- a község területén találhatók az ókori görög, majd római kikötőváros Scolacium romjai
- San Giovanni Battista-katedrális
- Santa Maria della Roccella-templom
- San Leonardo-templom
- 18-19. század során épült nemesi paloták (Palazzo Massara, Palazzo Francica, Palazzo dei Salesiani, Palazzo Sgromo, Palazzo Mazza).